# オー・ボン・パン
オー・ボン・パン（英称・仏語：Au Bon Pain）はアメリカ合衆国マサチューセッツ州ボストンに本社を置くベーカリーカフェ形式のファストフードチェーン店。

## 歴史
1984年、初めてのボストン以外のオー・ボン・パン店舗がニューヨークにオープン。1999年に株式公開後、オー・ボン・パン社（現パネラ・ブレッド社）はオー・ボン・パン部門を分割売却。コンパスグループを経て、現在はオー・ボン・パンの経営陣が75%の株を買い戻している。

## 世界展開
現在、カナダ、インド、韓国、タイ、クウェート、アラブ首長国連邦に店舗展開している。